# Guímel
La guímel és la tercera lletra de molts abjads (alfabets) semítics, incloent gaml 𐤂 en fenici, gāmal ܓ en siríac, guímel ג en hebreu, jīm ج en àrab i gäml ገ en amhàric.
La guímel està present en Unicode com a U+05D2 ג hebrew letter gimel.

En fonètica la guímel representa el so /g/. En hebreu israelià modern, siríac i fenici al principi del mot es pronuncia com a /g/, en canvi al mig o final del mot es pronuncia com a /ɣ/, excepte l'hebreu israelià modern, on la lletra guímel només té el fonema /g/. 

## Origen
El nom d'aquesta lletra (gaml, guímel) vol dir "camell". La lletra fenícia 𐤂 (gaml) deriva d'un dels jeroglífics egipcis que representa arma, ja sigui una fona o un pal llancívol.
La lletra fenícia gaml 𐤂 va donar lloc a la gamma grega (Γ), G llatina i Г ciríl·lica.
| egipci | protosinaític | fenici |
| ------ | ------------- | ------ |
| 𓌙      |               | 𐤂      |

## Alfabet àrab
En alfabet àrab aquesta lletra es diu جيم ['d͡ʒiːm] (jīm). És la tercera lletra de l'alfabet àrab (també tercera i amb un valor de 3 en l'ordre abjadí). És una lletra lunar. Prové, per via dels alfabets nabateu i arameu, de la lletra fenícia gaml.
| fenici | arameu | siríac | nabateu | àrab |
| ------ | ------ | ------ | ------- | ---- |
| 𐤂      | 𐡂      | ܓ      |         | ج    |

Pot representar, segons el dialecte, el so consonàntic /dʒ/, /ʒ/ (el del llevant mediterrani i diverses parts del nord d'Àfrica) o bé /g/ (l'egipci i el iemenita meridional).
En la notació matemàtica moderna, té la mateixa utilitat que la {\displaystyle c} a occident.
| Aïllada | Final | Medial | Inicial |
| ج       | ـج    | ـجـ    | جـ      |

La jīm es lliga a la següent lletra de la paraula. També amb la precedent, sempre que aquesta no sigui àlif, dāl, ḏāl, rā, zāy o wāw, que mai no es lliguen a la lletra posterior.

### Representació, transcripció i transliteració
Viquipèdia proposa de transcriure i transliterar la jīm amb la lletra "j".
A l'alfabet de xat àrab jīm es transcriu com a G o J, i al SATTS, com a Ǧ o Y.
A la representació Unicode, jīm ocupa el punt U+062C amb el nom ARABIC LETTER JEEM.
A la codificació ISO 8859-6, el punt 0xcc.
Com a entitat HTML, es codifica com a &#1580;

### Variants
Tot i que la ḥā i la ẖā són extremadament similars, es considera que aquestes tenen un origen independent.
Una lletra com una jīm amb tres punts sota la línia base, چ, es fa servir en els alfabets àrabs modificats persa (i per herència a l'alfabet àrab belarús), anomenada chech, jawi, urdú, paixtu, xiao'erjing, shahmukhi i soraní per a representar el so /tʃ/)

## Alfabet hebreu
En hebreu s'escriu com a ג, nom complet en hebreu és גִּימֵל i transcrit com Guímel o Gimel.
| Variants | Variants   | Variants |
| Quadrada | Manuscrita | Raixí    |
| -------- | ---------- | -------- |
| ג        | Manuscrita | Raixí    |

La lletra ג o guímel és la tercera lletra de l'alfabet hebreu. També pren el valor numèric de tres. Prové, per via de l'alfabet arameu de la lletra fenícia gaml. La guímel és una de les sis lletres (בגדכפת, anomenades begadkefat) que poden portar un dagueix suau. El seu nom prové de la paraula que significa "camell" (גמל).
Aquesta lletra representa dos fonemes diferents: quan la guímel es troba al principi del mot, es pronuncia com a /g/ (guímel); en canvi quan està al mig o final del mot, es pronuncia com a /ɣ/ (Ɣímel), tot i que en hebreu israelià modern aquesta oposició ja no es dona, quedant [g] com a únic fonema per a aquest grafema. Els dos es distingeixen per un punt (anomenat dagueix), que es posa al centre de la lletra per so /g/ i per so /ɣ/ no es posa.
En hebreu modern també s'empra la guímel seguida d'un apòstrof per a transcriure el so [d͡ʒ] en estrangerismes, per exemple ג'אז : jazz.

### Variacions en forma/pronunciació
| Nom    | Símbol | AFI | Transliteració | Exemple           |
| ------ | ------ | --- | -------------- | ----------------- |
| Ɣímel  | ג      | /ɣ/ | ɣ              | tamaziɣt (amazic) |
| Guímel | גּ      | /g/ | g              | gat               |

#### Guímel amb el dagueix
Quan la guímel té un "punt" en el seu centre, conegut com a dagueix, aquesta lletra representa el so /g/. Hi ha diverses regles de la gramàtica hebrea que estipulen quan i per què es fa servir un dagueix.

#### Guímel sense el dagueix (ɣímel)
Quan aquesta lletra apareix com a ג sense el dagueix ("punt") en el centre llavors representa el so /ɣ/. En hebreu modern israelià, com ja s'ha dit, aquesta lletra únicament es pronuncia com a /g/.

#### Simbolisme
Simbolitza bondat i culminació, maduració, actes de bondat. Eterna beneficència de Déu cap als homes. Per què la guímel està en justa posició amb la bet? Perquè bet representa casa, la llar que està oberta per a tots i guímel representa el Guever, home, qui veu a una persona necessitada parada a la porta i li procura aliment: menjar, beguda i companyia. Guímel és 3: dos factors oponents han de ser units per formar un tercer, més perfecte com a entitat, capacitat de neutralitzar dues forces contrastants. 3 és el resultat d'una unió, per exemple, bondat i justícia resulten en veritat, significa el balanç. La veritat decideix quan utilitzar la bondat i quan la justícia (Khesed Tiferet Guevurà). Les 27 lletres de l'àlefbet total poden ser dividides en triades. Les triades representen unitats de santedat ascendent.
La guímel significa no només camell, sinó la casa (bet) que la humanitat a través del temps transporta. Significa també el bé. La guímel és en essència la variació de les lletres zain i iod. La guímel pot ser vista com l'home caritatiu, el peu esquerra de la guímel és com el peu aixecat del ric que va cap a la casa del pobre que és simbolitzada per la propera lletra.

## Alfabet siríac
| Madnḫaya | Serṭo | Esṭrangela | Unicode |
| -------- | ----- | ---------- | ------- |
|          |       |            | ܓ       |
| Gamal    | Gomal | Gamal      | Gāmal   |

En alfabet siríac, la tercera lletra és ܓ (en siríac clàssic: ܓܵܡܵܠ - gāmal). El valor numèric de la gāmal és 3. Prové, per via de l'alfabet arameu de la lletra fenícia gaml.

### Fonètica
| Al principi del mot | Al final o al mig del mot |
| ------------------- | ------------------------- |
| G                   | Ɣ                         |

És una de les sis lletres que representen dos sons associats (les altres lletres són Bet, Dàlet, Kaf, Pe i Taw). Quan la gāmal està al principi del mot o en la posició postconsonàntica, es pronuncia com a g. En canvi en la posició postvocàlica es pronuncia com a ɣ.
Quan aquesta lletra té una titlla, es diu Jamal/Jomal (ܓ̰ܡܵܠ). Aquesta modificació de la lletra, es fa servir per representar el fonema /d͡ʒ/. S'utilitza en escriptura garshuni i algunes llengües neoaramees per escriure paraules provinents de l'àrab o persa.

## Alfabet amhàric
En alfabet amhàric aquesta lletra es diu ገምል (gäml). És la vintena lletra de l'alfabet amhàric. Té el valor numèric de 3 en guematria. Per escriure el nombre 3 es fa servir el símbol copte ፫. Prové, per via de l'alfabet sud-aràbic del jeroglífic egipci T14.
| T14 | Gim | Gäml |
| --- | --- | ---- |
| 𓌙   | 𐩴   | ገ    |

Representa el so /g/.

### Ús
L'alfabet amhàric és una abugida on cada símbol correspon a una combinació vocal + consonant, és a dir, hi ha un símbol bàsic al qual s'afegeixen símbols per marcar la vocal. Les modificacions de la lletra ገ (gäml) són les següents:
| gä [gə] | gu | gi | ga | ge | gə [gɨ], ∅ | go | gʷä [gʷə] | gʷi | gʷa | gʷe | gʷə [gʷɨ] |
| ------- | -- | -- | -- | -- | ---------- | -- | --------- | --- | --- | --- | --------- |
| ገ       | ጉ  | ጊ  | ጋ  | ጌ  | ግ          | ጎ  | ጐ         | ጒ   | ጓ   | ጔ   | ጕ         |

## Jeroglífic egipci
Quan aquest jeroglífic és un fonograma es pronuncia com a [g]. En canvi quan és un ideograma, representa gerra o suport (Gardiner W11).

## En altres alfabets
| Arameu     | Siríac  | Samarità | Ugarític | Fenici |
| ---------- | ------- | -------- | -------- | ------ |
| 𐡂          | ܓ       | ࠂ        | 𐎂        | 𐤂      |
| Sud-aràbic | Amhàric | Àrab     | Hebreu   |        |
| 𐩴          | ገ       | ج        | ג        |        |